# Burgstall an der Lindach
Der Burgstall an der Lindach ist neben dem Schloss im Ort eine von zwei abgegangenen Niederungsburgen nahe dem einstigen Herrenhof an der Lindach in Neidlingen im Landkreis Esslingen in Baden-Württemberg.
In Neidlingen bestanden zwei von den Herren von Neidlingen erbaute Niederungsburgen, die größere und jüngere Burg an der Lindach, von der nur noch geringe Geländespuren zeugen, und die Burg im Hof, auch Burg auf dem Hof genannt am Ortsrand.